# Jakob Male
Jakob Male, slovenski partizan in zidar, 10. oktober 1905, Pregarje, † 1979
Do svojega 22. leta je delal na kmetiji na Pregarju, po smrti očeta je šel delat v Trst, pozneje pa je zbežal v Jugoslavijo in sicer v Ljubljano. Že prej se je vključeval v antifašistična gibanja, leta 1941 pa se je aktivno vključil v organiziran upor proti zatiranju in predvsem proti fašizmu. 
Znane so številne aktivnosti iz tega časa in veliko priznanj. Bil je tudi udeleženec Zbora odposlancev slovenskega naroda v Kočevju oktobra leta 1943. 

### Po vojni
Po vojni se je vključeval v obnovo Brkinov ter odigral veliko delovno in politično vlogo. Pozneje je drugače razmišljal od lokalne politike, zato je pogosto prišel v konflikt. Okrog 1950 je vrnil partijsko knjižico, utihnil in se lotil poklica zidarja. 1954 se je preselil z družino v Piran in tam nadaljeval z delom v svojem poklicu. 
Pokopan je v svojem rojstnem kraju.
Njegova vnukinja je Ksenija Benedetti.